# 周亞輝 (企業家)
周亚辉（1977年2月—）是中華人民共和國亿万富翁以及企业家。2008年，他创立了中国最大网络游戏开发商之一的昆仑万维，直到2020年他一直担任該公司的董事长兼首席执行官。此後周亚辉担任Opera軟件董事长兼联合首席执行官。他的净资产估计为22亿美元。

## 早期生活
1977年2月，周亚辉出生于中华人民共和国丽江地區。 1999年，他获得清华大学机械工程学士学位。2006年又獲得光学工程硕士学位。